# Prima di lunedì
Prima di lunedì è un film commedia del 2016 diretta da Massimo Cappelli e interpretata da Vincenzo Salemme, Fabio Troiano, Andrea Di Maria, Martina Stella, Sandra Milo, Sergio Múñiz. Il film è uscito nelle sale cinematografiche il 22 settembre 2016.

## Trama
"Carlito" Briganti è una persona complessa, è un esteta ed è orgoglioso di essere italiano. Possiede molte vecchie Fiat 500 di tutti i colori e una catena di supermercati.  Marco e Andrea sono amici inseparabili, entrambi legati a Penelope perché sorella di Andrea ed ex di Marco.
Un pomeriggio di agosto nella Torino  semideserta, i due amici sono a bordo della propria auto e stanno discutendo dell'imminente matrimonio di Penelope con il fidanzato Norberto. Marco, che sta guidando, non è stato invitato e, mentre si affanna a convincere l'amico che non gli importa, finisce dritto contro la 500 di Carlito. Ora i due si trovano in debito con Carlito, il quale fa loro una proposta: dovranno trasportare un uovo di Pasqua da Torino a Torre del Greco. Al viaggio si uniscono anche Penelope e Chanel, ottantenne francese fiamma di Andrea.

## Curiosità
Le fiat 500 utilizzate nel film sono state fornite da alcuni soci del "Fiat 500 Club Italia".